# Rio Vallière
Rio Vallière é um rio dos departamentos de Jura e Saône-et-Loire, na França. É afluente do rio Solnan pela margem direita
Ao longo do seu percurso atravessa os seguintes departamentos e comunas:
- Jura (39) : Conliège, Lons-le-Saunier, Montmorot, Condamine
- Saône-et-Loire (71) : Savigny-en-Revermont, Sagy, Louhans